# Stefan Grabowski (1889–1944)
Stefan Grabowski (ur. 29 listopada 1889 w Godynicach, zm. 6 listopada 1944 w Mauthasen-Gusen) – polski społecznik, działacz Polskiej Partii Robotniczej.

## Życiorys
Stefan Grabowski urodził się w powiecie sieradzkim. Do Łodzi przybył wraz z rodzeństwem w 1896 r.  W 1910 został powołany do służby wojskowej w armii rosyjskiej. Uczestnik I wojny światowej. Po klęsce wojsk rosyjskich wrócił do Łodzi. Pracował jako kowal do 1923 r. W 1923 r. wyemigrował do Francji, gdzie zatrudnił się w kopalni w rejonie Lille. Po powrocie założył warsztat kowalski i nawiązał kontakty z działaczami socjalistycznymi i komunistycznymi.
W 1932 r. zamieszkał w na terenie Marysina III (obecnie znajduje się w granicach administracyjnych Łodzi – Bałuty). Dzięki jego inicjatywie rozpoczęła się zbiórka pieniędzy na budowę szkoły podstawowej dla mieszkańców Marysina III. Kamień węgielny położono 3 maja 1937 przy ul. Centralnej 40. 1 września 1937 r. szkoła została otwarta, naukę rozpoczęło 700 dzieci.
W czasie II wojny światowej włączył się w działalność konspiracyjną. W 1942 przy współudziale Komendanta Gwardii Ludowej Mieczysława Moczara i Ignacego Logi -Sowińskiego powstała w mieszkaniu Stefana Grabowskiego komórka Polskiej Partii Robotniczej, który został jej sekretarzem.
W maju 1943 aresztowany przez Gestapo, następnie przewieziony do obozu Mauthasen-Gusen (sierpień 1943), gdzie zmarł 6 listopada 1944 r.
Miał dwóch synów Antoniego i Zbigniewa. 15 kwietnia 1962 Szkoła Podstawowa nr 120  przy ul. Centralnej 40 w Łodzi otrzymał imię Stefana Grabowskiego. 15 listopada 2007 szkole zmieniono patrona na Konstytucję 3 Maja.